# Femø Sund
Femø Sund är ett sund i Smålandsfarvandet i Danmark mellan öarna Femø och Fejø. Det ligger i Region Själland, i den sydöstra delen av landet, 110 km sydväst om Köpenhamn.